# Glyptothorax
Glyptothorax es un género de peces gato (orden Siluriformes) de la familia Sisoridae. Es el género más abundante en especies y de distribución más amplia de la familia, con más de 70 especies descritas y aún más por descubrir.

## Distribución
Las especies de Glyptothorax se encuentran en la cuenca hidrográfica del mar Negro, norte de Turquía, sur y este de la cuenca del río Yangtze en China y sur de Indochina hasta Java (Indonesia). Se les encuentra también en Asia Menor (cuencas de los ríos Tigris y Éufrates) hasta el Sudeste Asiático. El género es muy diverso en el Subcontinente Indio. Las especies del sudeste de Asia tienden a tener unas distribuciones más restringidas.

## Descripción
Glyptothorax se distingue fácilmente de otros sisóridos por el aparato adhesivo torácico que poseen, cuyos surcos recorren al animal paralela u oblicuamente a su eje longitudinal, al contrario que en otros géneros en los que los surcos son transversales, o bien en los que este aparato se encuentra totalmente ausente. Las aletas dorsales y pectorales tienen fuertes espinas. La espina de la aleta dorsal es lisa o bien aserrada en la parte anterior y lisa o más finamente aserrada en la parte posterior, mientras que la de la aleta pectoral es aserrada siempre. La cabeza es pequeña y aplastada y el hocico cónico. El cuerpo es alargado y plano, pudiendo ser muy aplastado en ocasiones. La piel es lisa o granulada. Los ojos son pequeños y están situados a los lados de la cabeza. Los labios son gruesos, carnosos y a menudo poseen papillas. Las barbas maxilares tienen una membrana bien desarrollada y una base suave. Las aberturas de las branquias son amplias. Las aletas pares son trenzadas y se encuentran modificadas para formar el aparato adhesivo que poseen algunas especies del género.

## Ecología
Como otras especies de sisóridos, estos peces son reófilos, es decir, prefieren las corrientes rápidas como hábitat, para las que su aparato adhesivo supone una adaptación, permitiéndoles fijarse a las rocas y evitando que sean arrastrados por la corriente.

## Especies
Actualmente se reconocen 77 especies:
- Glyptothorax annandalei (Hora, 1923)
- Glyptothorax armeniacus (Berg, 1918)
- Glyptothorax botius (Hamilton, 1822)[11]
- Glyptothorax brevipinnis (Hora, 1923)
- Glyptothorax buchanani (Smith, 1945)
- Glyptothorax callopterus (Smith, 1945)
- Glyptothorax cavia (Hamilton, 1822)
- Glyptothorax chindwinica (Vishwanath & Linthoingambi, 2007)[12]
- Glyptothorax conirostre (Steindachner, 1867)
- Glyptothorax coracinus (Ng & Rainboth, 2008)[13]
- Glyptothorax cous (Linnaeus, 1766)
- Glyptothorax davissinghi (Manimekalan & Das, 1998)[14]
- Glyptothorax deqinensis (Mo & Chu, 1986)
- Glyptothorax dorsalis (Vinciguerra, 1890)
- Glyptothorax exodon (Ng & Rachmatika, 2005)[15]
- Glyptothorax filicatus (Ng & Freyhof, 2008)[16]
- Glyptothorax fokiensis (Rendahl, 1925)[17]
- Glyptothorax fuscus (Fowler, 1934)
- Glyptothorax garhwali (Tilak, 1969)
- Glyptothorax gracilis (Günther, 1864)
- Glyptothorax granulus (Vishwanath & Linthoingambi, 2007)[12]
- Glyptothorax honghensis (Li, 1984)
- Glyptothorax housei (Herre, 1942)[18]
- Glyptothorax indicus (Talwar, 1991)
- Glyptothorax interspinalum (Mai, 1978)
- Glyptothorax jalalensis (Balon & Hensel, 1970)[19]
- Glyptothorax kashmirensis (Hora, 1923)
- Glyptothorax kurdistanicus (Berg, 1931)
- Glyptothorax laak (Popta, 1904)
- Glyptothorax lampris (Fowler, 1934)
- Glyptothorax laosensis (Fowler, 1934)
- Glyptothorax lonah (Sykes, 1839)[20]
- Glyptothorax longicauda (Li, 1984)
- Glyptothorax longjiangensis (Mo & Chu, 1986)
- Glyptothorax macromaculatus (Li, 1984)
- Glyptothorax madraspatanum (Day, 1873)
- Glyptothorax major (Boulenger, 1894)
- Glyptothorax manipurensis (Menon, 1955)
- Glyptothorax medogensis Chen & He, 2024[21]
- Glyptothorax minimaculatus (Li, 1984)
- Glyptothorax minutus (Hora, 1921)
- Glyptothorax naziri (Mirza & Naik, 1969)
- Glyptothorax nelsoni (Ganguly, Datta & Sen, 1972)
- Glyptothorax ngapang (Vishwanath & Linthoingambi, 2007)[12]
- Glyptothorax nieuwenhuisi (Vaillant, 1902)
- Glyptothorax obscura (Li, 1984)
- Glyptothorax pallozonum (Lin, 1934)
- Glyptothorax panda (Ferraris & Britz, 2005)[22]
- Glyptothorax pectinopterus (McClelland, 1842)
- Glyptothorax platypogon (Valenciennes, 1840)
- Glyptothorax platypogonides (Bleeker, 1855)
- Glyptothorax plectilis (Ng & Hadiaty, 2008)[23]
- Glyptothorax poonaensis (Hora, 1938)
- Glyptothorax prashadi (Mukerji, 1932)
- Glyptothorax punjabensis (Mirza & Kashmiri, 1971)
- Glyptothorax quadriocellatus (Mai, 1978)
- Glyptothorax rara Chen & He, 2024[21]
- Glyptothorax rugimentum (Ng, 2008)[24]
- Glyptothorax saisii (Jenkins, 1910)
- Glyptothorax siamensis (Hora, 1923)
- Glyptothorax silviae (Coad, 1981)[25]
- Glyptothorax sinensis (Regan, 1908)[26]
- Glyptothorax steindachneri (Pietschmann, 1913)
- Glyptothorax stocki (Mirza & Nijssen, 1978)[27]
- Glyptothorax stolickae (Steindachner, 1867)
- Glyptothorax strabonis (Ng & Freyhof, 2008)[16]
- Glyptothorax striatus (McClelland, 1842)
- Glyptothorax sufii (Asghar Bashir & Mirza, 1975)
- Glyptothorax telchitta (Hamilton, 1822)
- Glyptothorax tiong (Popta, 1904)
- Glyptothorax trewavasae (Hora, 1938)
- Glyptothorax trilineatus (Blyth, 1860)
- Glyptothorax ventrolineatus (Vishwanath & Linthoingambi, 2005)
- Glyptothorax zanaensis (Wu, He & Chu, 1981)
- Glyptothorax zhujiangensis (Lin, 2003)[28]